# Resen (Macedonia Północna)
Resen (mac. Ресен) – miasto w południowo-zachodniej Macedonii Północnej, w Kotlinie Prespańskiej, między pasmami górskimi Bigla od wschodu i Galičica od zachodu. Ośrodek administracyjny gminy Resen. W 2002 roku liczba mieszkańców wynosiła około 10 tys. osób.
W starożytności, w miejscu dzisiejszego Resenu, istniała macedońska osada Scripitania. Przez miasta przebiegała rzymska Via Egnatia. W czasach wędrówki ludów miasto zostało zasiedlone przez słowiańskie plemię Brsjaków. W 1337 miasto jest wspomniane w dokumentach serbskich jako Rosne. Podczas II wojny światowej Resen został podzielony: północną część okupowały wojska bułgarskie, południową – włoskie.
Miasto słynie z garncarstwa i ceramiki.
Z Resen pochodzi Tanja Carovska, macedońska piosenkarka.